# Solomon Asch
Solomon E. Asch (ur. 14 września 1907 w Warszawie, zm. 20 lutego 1996) – polsko-amerykański psycholog, przedstawiciel psychologii postaci (psychologii Gestalt), przyczynił się do powstania późniejszej psychologii społecznej. W 1920 wyemigrował do USA. W 1928 uzyskał dyplom College'u Uniwersytetu Nowojorskiego, następnie w 1932 otrzymał stopień Ph.D. Columbia University. Przez 19 lat był profesorem psychologii w Swarthmore College, gdzie pracował z wybitnym teoretykiem podstaw psychologii Wolfgangiem Köhlerem.
Stał się znany w latach pięćdziesiątych, dzięki swojemu, dziś już klasycznemu eksperymentowi badającemu wpływ konformizmu, na zachowania ludzi. Wybitne zasługi miał także w rozwijaniu teorii i wykonywaniu eksperymentów, w których badał mechanizmy powstawania opinii i sądów człowieka, jak też procesy zapamiętywania informacji przez człowieka.
Jego prace wywarły znaczący wpływ m.in. na psychologa społecznego Stanleya Milgrama, który pod jego okiem odbywał studia doktoranckie na Uniwersytecie w Harvardzie.

## Ważniejsze osiągnięcia
- eksperyment Ascha
- efekt halo
- efekt pierwszeństwa